# Ceraspis ruehli
Ceraspis ruehli är en skalbaggsart som beskrevs av Brenske 1890. Ceraspis ruehli ingår i släktet Ceraspis och familjen Melolonthidae. Inga underarter finns listade i Catalogue of Life.